# Adjuvant
Adjuvant (tá chất) là một tác nhân dược lý hoặc miễn dịch làm thay đổi hiệu quả của các tác nhân khác. Adjuvant có thể được thêm vào vaccine để thay đổi đáp ứng miễn dịch bằng cách thúc đẩy để tạo được lượng kháng thể cao hơn và kéo dài thời gian bảo vệ, nhờ đó giảm thiểu lượng chất ngoại sinh truyền vào cơ thể. Adjuvant còn có thể dùng để nâng cao hiệu quả vaccine bằng cách thay đổi đáp ứng miễn dịch đối với từng loại tế bào miễn dịch cụ thể: ví dụ, hoạt hóa tế bào T thay vì tế bào B tiết kháng thể tùy thuộc vào mục đích của vaccine. Adjuvant còn được dùng trong quá trình sản xuất kháng thể từ những động vật được gây miễn dịch. Có nhiều lớp adjuvant có thể thúc đẩy đáp ứng miễn dịch theo nhiều hướng khác nhau, nhưng dạng được sử dụng phổ biến nhất là nhôm hydroxide và dầu sáp.

## Adjuvant miễn dịch
Adjuvant miễn dịch được thêm vào vaccine để kích thích hệ thống miễn dịch đáp ứng với kháng nguyên mục tiêu, nhưng tự chúng không tạo miễn dịch. Adjuvant có thể hoạt động theo nhiều cách khác nhau trong việc trình diện kháng nguyên với hệ thống miễn dịch. Adjuvant có thể hoạt động như một chất mang kháng nguyên, phóng thích kháng nguyên trong một thời gian dài, nhờ đó tối đa hóa đáp ứng miễn dịch đến khi cơ thể loại bỏ hoàn toàn kháng nguyên. Ví dụ một loại chất mang adjuvant là nhũ tương. Adjuvant còn có thể hoạt động như một chất kích thích, tham gia và khuếch đại phản ứng miễn dịch của cơ thể. Vaccine Bạch hầu-Ho gà-Uốn ván (DPT) là một ví dụ, bao gồm những phần độc tó được tạo ra từ các vi khuẩn đích, nhưng còn chứa một phần nhôm hydroxide.

### Cơ chế của adjuvant
Adjuvant cần thiết trong việc cải thiện về định hướng và thích ứng của đáp ứng miễn dịch với kháng nguyên. Phản ứng này được trung gian bởi hai loại tế bào lympho chính, tế bào B và T. Adjuvant thực hiện hiệu quả của chúng qua nhiều cơ chế khác nhau. Một vài loại adjuvant, ví dụ như phèn, hoạt động như một hệ thống vận chuyển, tạo thành chất mang bắt giữ kháng nguyên ở vi trí tiêm, cung cấp sự phóng thích chậm và kéo dài để kích thích phản ứng miễn dịch. Giả thuyết này hiện còn gây tranh cãi, nhiều nghiên cứu cho thấy việc phẫu thuật loại bỏ các chất mang trên không làm ảnh hưởng đến cường độ  của phản ứng IgG1.

### Adjuvant như một tác nhân tạo ổn định
Mặc dù các adjuvant miễn dịch được nhìn nhận như các chất hỗ trợ cho phản ứng miễn dịch với kháng nguyên, các adjuvant còn được phát triển như các chất hỗ trợ ổn đinh cấu trúc của kháng nguyên, nhất là các vaccine đã được chấp nhận trong ngành thú y.

### Các loại adjuvant
- Hợp chất vô cơ: phèn, nhôm hydroxide, nhôm phosphate, calci phosphate hydroxide
- Dầu khoáng: dầu sáp
- Các sản phẩm từ vi khuẩn: vi khuẩn Bordetella pertussis, Mycobacterium bovis chết, các biến độc tố
- Các chất hữu cơ không nguồn gốc vi khuẩn: squalene
- Hệ thống vận chuyển: các chất tẩy rửa (Quil A)
- Các saponin thực vật từ Quillaja, đậu tương, Polygala senega
- Cytokin: IL-1, IL-2, IL-12
- Hỗn hợp: adjuvant Freund hoàn toàn, adjuvant Freund không hoàn toàn
- Thực phẩm từ dầu:  Adjuvant 65

### Cơ chế kích thích miễn dịch bởi adjuvant
Adjuvant có thể tăng cường đáp ứng miễn dịch với kháng nguyên bằng những cách khác nhau:
- kéo dài sự hiện diện của kháng nguyên trong máu.
- giúp hấp thụ kháng nguyên trình diện tế bào kháng nguyên
- hoạt hóa đại thực bào và tế bào lympho
- hỗ trợ sản xuất cytokine

### Phèn như một chất adjuvant
Phèn là loại adjuvant được sử dụng phổ biến nhất trong tiêm chủng ở người. Chúng có trong vaccine bạch hầu-ho gà-uốn ván, human papilomavirus, viêm gan.